# Riksdagsvalget i Sverige 1917
Riksdagsvalget i Sverige 1917 var valget til den Sveriges Rigsdags Andra kammaren, valget blev afholdt den 20. september 1917.

## Valgresultat
| Parti                 | Parti                                     | Partiledere                | Stemmer          | Stemmer | Stemmer | Mandatfordeling | Mandatfordeling |
| Parti                 | Parti                                     | Partiledere                | Antal            | %       | +− %    | Antal           | +−              |
| --------------------- | ----------------------------------------- | -------------------------- | ---------------- | ------- | ------- | --------------- | --------------- |
|                       | Sveriges socialdemokratiska arbetareparti | Hjalmar Branting           | 228 777          | 31,1    | −5,3    | 86              | −1              |
|                       | Liberala samlingspartiet                  | Daniel Persson i Tällberg  | 202 936          | 27,6    | +0,7    | 62              | +5              |
|                       | Allmänna valmansförbundet                 | Arvid Lindman              | 182 070          | 24,7    | −11,8   | 59              | −27             |
|                       | Sveriges socialdemokratiska vänsterparti  | Zeth Höglund               | 59 243           | 8,1     | —       | 11              | +11             |
|                       | Bondeförbundet                            | Erik Eriksson i Spraxkya   | 39 262           | 5,3     | +5,1    | 9               | +9              |
|                       | Jordbrukarnas Riksförbund                 | Johannes Nilsson i Gårdsby | 22 659           | 3,1     | —       | 3               | +3              |
|                       | Fria gruppen                              | Adolf Christiernson        | 859              | 0,1     | —       | —               | —               |
|                       | Øvrige partier                            | —                          | 178              | 0       | —       | —               | —               |
| Antal gyldige stemmer | Antal gyldige stemmer                     | Antal gyldige stemmer      | 735 984          | 100,0   |         | 230             |                 |
| Ugyldige stemmer      | Ugyldige stemmer                          | Ugyldige stemmer           | 3 069            |         |         |                 |                 |
| Totalt                | Totalt                                    | Totalt                     | 739 053 (65,8 %) |         |         |                 |                 |

- Fria gruppen fik samtlige af deres stemmer i i Helsingborgs, Landskrona og Lunds valgkredse.

Ved valget var 1.123.969 personer stemmeberettiget.